# Виллага
Виллага (итал. Villaga) — коммуна в Италии, располагается в провинции Виченца области Венеция.
Население составляет 1859 человек, плотность населения составляет 81 чел./км². Занимает площадь 23 км². Почтовый индекс — 36020. Телефонный код — 0444.
Покровительницей коммуны почитается святая Анна, празднование 26 июля.